# Platyarthrus beieri
Platyarthrus beieri is een pissebed uit de familie Platyarthridae. De wetenschappelijke naam van de soort is voor het eerst geldig gepubliceerd in 1955 door Strouhal.